# NGC 3188
NGC 3188 (другие обозначения — UGC 5569, MCG 10-15-65, Mrk 31, ZWG 290.28, KUG 1016+576B, PGC 30183) — спиральная галактика с перемычкой типа (R)SB(r)ab в созвездии Большой Медведицы на расстоянии около 350 млн световых лет. Открыта Уильямом Гершелем 	8 апреля 1793 года.
Этот объект входит в число перечисленных в оригинальной редакции «Нового общего каталога».

## Описание
Галактика повёрнута к нам плоскостью диска. На фотографиях в ней видны маленькое яркое ядро и перемычка, вытянутая с севера на юг. Один яркий рукав образует частичное кольцо вокруг галактики, которое уширяется и тускнеет в западном направлении. На снимках видна также очень тусклая спиральная галактика NGC 3188A, находящаяся в 0,6’ к запад-юго-западу; вероятно, она является физическим компаньоном NGC 3188[уточнить]. Расстояние между этими галактиками, если они находятся на одинаковом удалении от нас, составляет около 61 тыс световых лет.
Как NGC 3188, так и галактика-спутник NGC 3188A являются маркаряновскими галактиками (они включены уже в первую редакцию каталога галактик Маркаряна, их обозначения соответственно Mrk 31 и Mrk 30).
Объект NGC 3188 удаляется от Млечного Пути со скоростью 7867 км/с, её диаметр около 92 тыс световых лет.
В любительский телескоп средней апертуры NGC 3188 видна как чрезвычайно тусклый объект; её с трудом видно на среднем увеличении и не видно при больших увеличениях. У неё просматривается очень тусклая округлая оболочка и очень маленькое относительно яркое ядро, которое можно ошибочно принять за звезду. Оболочка настолько тусклая, что если сфокусировать взгляд на ядро, она становится незаметной.